# Željko Kerum
Željko Kerum (* 25. September 1960 in Ogorje, Jugoslawien, heute Kroatien) ist kroatischer Unternehmer und war Besitzer der ehemaligen Supermarktkette Kerum sowie von Mai 2009 bis 2013 Bürgermeister der kroatischen Küstenstadt Split.

## Leben
Kerum absolvierte die technische Oberschule und arbeitete ab 1981 für ein staatliches Unternehmen in der Melioration als Maschinentechniker und arbeitete für dieses Unternehmen im Jahr 1983 auch im Irak. Nachdem es für bei diesem Unternehmen keine Arbeit mehr gab, gründete er 1989 sein erstes Geschäft. Sowohl der Verfall des sozialistischen Systems als auch das Fehlen großer Supermärkte hatten einen wesentlichen Einfluss auf die nachfolgende Geschäftsentwicklung: Innerhalb der ersten drei Jahre nach Eröffnung des ersten Geschäfts wurden fünf weitere Supermärkte eröffnet. Nach eigener Aussage war die Kette Kerum sechs Jahre lang in Split ohne Konkurrenz anderer Supermärkte.
Im Jahr 2002 besaß Kerum fünf Großhandelsgeschäfte und 29 Supermärkte, wobei die Strategie dahingehend ausgerichtet ist, in den attraktivsten Stadtteilen und touristischen Zentren präsent zu sein. Der Umsatz im Jahr 2002 betrug 800 Millionen Kuna (damals etwa 110 Millionen Euro) und das Umsatzwachstum wurde auf 30–35 % beziffert. In den folgenden Jahren stieg Željko Kerum auch in den Tourismus ein und im Jahr 2007 eröffnete er das damals größte Kaufhaus Kroatiens, genannt Joker. Mittlerweile gehört Kerum zu den 50 reichsten Kroaten mit einem Vermögen (Stand 2007) von 52 Millionen Euro.
Željko Kerum hat in Split einen verhältnismäßig guten Ruf, den er sich angeblich dadurch verdient hat, dass sein Unternehmen Abgaben/Steuern und Löhne pünktlich und genau zu zahlen, was für kroatische Verhältnisse (und aufgrund des relativ jungen marktwirtschaftlichen Systems) ungewöhnlich ist.
Im Herbst 2009 gab Kerum die Trennung von seiner bisherigen Ehefrau Ankica Kerum öffentlich bekannt. Grund war die Schwangerschaft seiner langjährigen Affäre und neuen Partnerin Fani Horvat. Ankica Kerum hat Anspruch auf die Hälfte des gemeinsamen Vermögens.

## Politik
Željko Kerum kandidierte für die Wahl des Bürgermeisters von Split im Jahr 2009. Er führte dabei eine "Unabhängige Liste" an, deren Wahlprogramm sich vor allem auf die Entwicklung und den Ausbau der urbanen und wirtschaftlichen Infrastruktur sowie der sozialen Leistungen (bspw. Kindergärten) fokussierte. Im ersten Wahlgang am, 17. Mai 2009 erreichte Kerum 40,21 % der Stimmen. Seine "Unabhängige Liste" wurde stärkste Kraft. Bei den anschließenden Stichwahlen zwischen Željko Kerum und Ranko Ostojić (SDP), erreichte Kerum 56,87 % der abgegebenen Stimmen und damit die absolute Mehrheit. 2013 löste ihn Ivo Baldasar (SDP) als Stadtoberhaupt ab.

## Anekdoten
An seinem ersten Arbeitstag setzte sich Željko Kerum in ein Café gegenüber dem Rathaus und notierte in den folgenden Stunden, welche Arbeiter des Rathauses wann zur Arbeit erschienen sind – anschließend mahnte er diese zur Pünktlichkeit an.
Aufregung erzeugte Kerum durch seine Äußerungen in der politischen Sendung "Sonntags um 2" am 20. September 2009. Auszugsweise sagte er, dass er weder mit serbischen Unternehmen Geschäfte machen, noch Serben oder Montenegriner in der Familie akzeptieren würde. Serben und Montenegriner hätten der kroatischen Bevölkerung großen Schaden und Schmerzen zugefügt. Die serbische Botschaft hat daraufhin eine Protestnote eingereicht.